# Папучко-крндијски партизански одред
Папучко-крндијски народноослободилачки партизански (НОП) одред је био партизанска јединица у саставу Народноослободилачке војске и партизанских одреда Југославије током Другог светског рата у Хрватској.

## Историјат
Формиран је 22. октобра 1941. у Кокочаку, у близини Ораховице, од партизанских група које су дејствовале на подручју планина Папука и Крндије. Приликом формирања имао је 25 бораца. Одред је, углавном, нападао слабија непријатељска упоришта, мање колоне и патроле, рушио комуникације и објекте на њима, палио архиве и установе, ликвидирао агенте и припаднике непријатељског управног, политичког и полицијског апарата. Јединице Одреда су ноћу 20/21. новембра 1941. напале су оружничку (жандермеријску) станицу, усташки табор, пошту и општину у Слатинском Дреновцу. После краће борбе посада је савладана, наоружање заплењено, а архива спаљена. Ноћу 1/2. децембра Одред је уништио општинску архиву у селу Бектежу, где је запленио 5 пушака и 200 метака. Његови делови су 14. децембра разоружали 4 стражара који су чували мост крај села Орљавца. Заједно са НОП одредом Матија Губец (Псуњским НОП одредом) његове јединице су 23. децембра напале усташке и домобранске посаде у селима Бучју и Рогуље, и нанеле им знатне губитке. После краће борбе јединице тих одреда ослободиле су ухапшене сељаке из Рогуља, а затим се повукле у правцу Равне горе због доласка јаких појачања из Славонске Пожеге. Средином децембра 1941. Одред је имао око 140 бораца, а 24. децембра код Брусника (на планини Псуњу), Папучко-крндијски НОП одред ушао је у састав Славонског НОП батаљона, као његова друга чета. 